# Campeonato Roraimense de Futebol de 2001
O Campeonato Roraimense de Futebol de 2001 foi a 46.ª edição do futebol de Roraima, contou com sete clubes e teve como campeão Atlético Roraima

## Participantes
- Atlético Roraima Clube (Boa Vista)
- Baré Esporte Clube (Boa Vista)
- Grêmio Atlético Sampaio 'GAS' (Boa Vista)
- Náutico Futebol Clube (Boa Vista)
- Atlético Progresso Clube (Mucajaí)
- Atlético Rio Negro Clube (Boa Vista)
- São Raimundo Esporte Clube (Boa Vista)

## Fase final
|  | Semifinais       | Semifinais |       |  | Final            | Final |  |
|  |                  |            |       |  |                  |       |  |
|  |                  |            |       |  |                  |       |  |
|  | Náutico          | 0          |       |  |                  |       |  |
|  | Atlético Roraima | 3          |       |  |                  |       |  |
|  |                  |            |       |  |                  |       |  |
|  |                  |            |       |  |                  |       |  |
|  |                  |            |       |  | Atlético Roraima | 0 (3) |  |
|  |                  | Rio Negro  | 0 (2) |  |                  |       |  |
|  |                  |            |       |  |                  |       |  |
|  |                  |            |       |  |                  |       |  |
|  |                  |            |       |  |                  |       |  |
|  |                  |            |       |  |                  |       |  |
|  | Baré             | 0          |       |  |                  |       |  |
|  | Rio Negro        | 1          |       |  |                  |       |  |

## Premiação
| Campeonato Roraimense de 2001         |
| Campeonato Roraimense                 |
| ------------------------------------- |
| Atlético Roraima Campeão (12º título) |